# Langage des fleurs

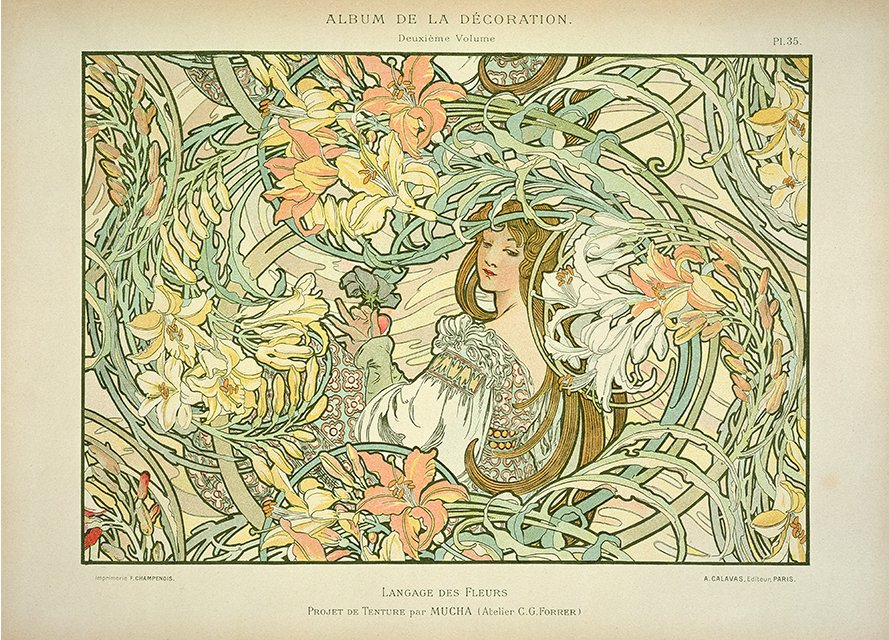
Langage des Fleurs par Alfons Mucha, 1900

Le don ou l'offrande de fleurs existe dans la plupart des civilisations où il constitue un acte symbolique destiné à la conciliation d'une personne, d'un groupe ou d'une divinité. Diverses cultures accordent au langage des fleurs une symbolique particulière en donnant une signification précise à chaque composition : c'est, entre-autres, le cas du kadō (華道/花道 : « la voie des fleurs ») au Japon. Ainsi, la composition d'un bouquet constitue un « langage » codé par les couleurs, les parfums ou l'espèce de chaque fleur. 

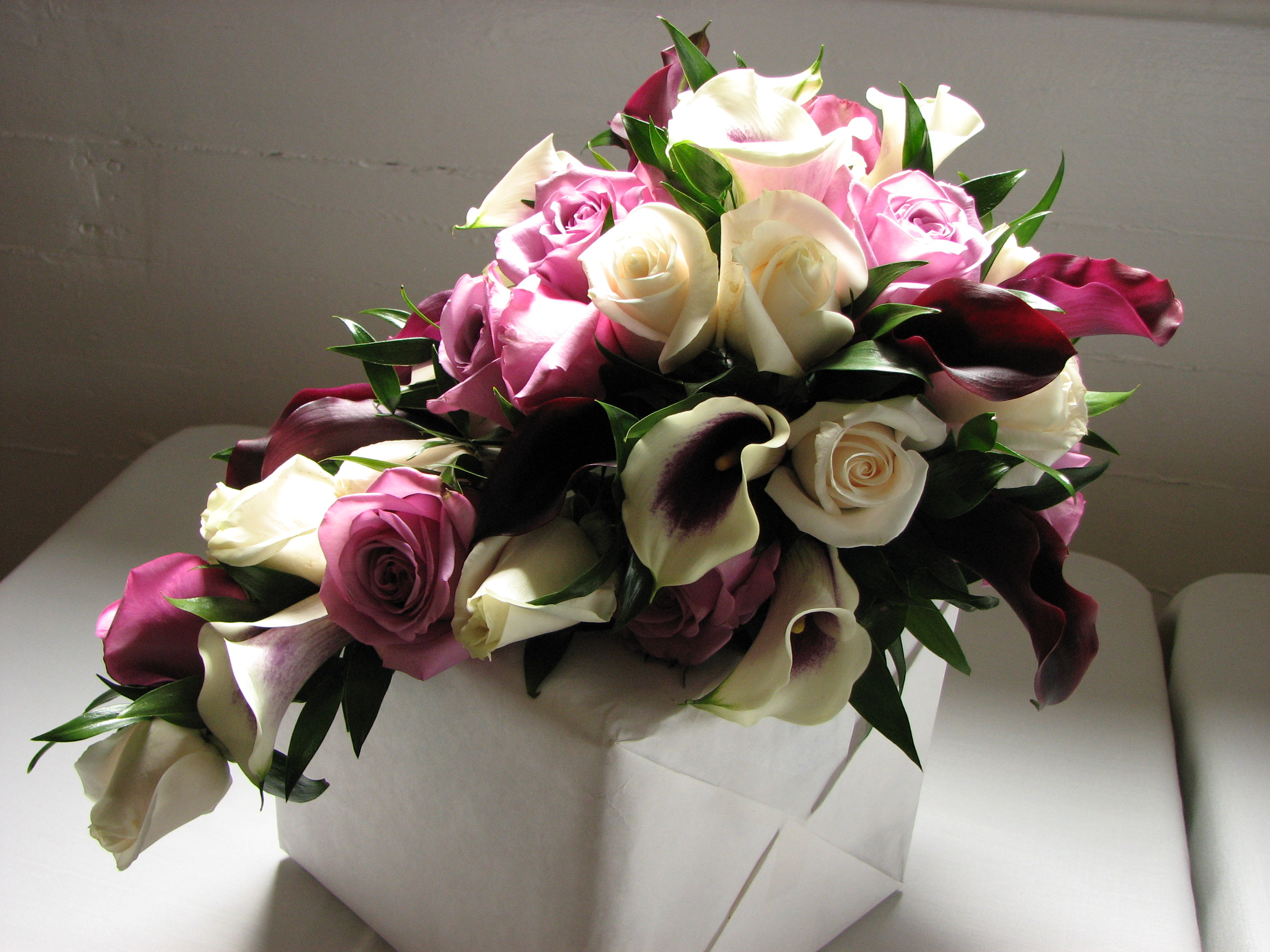
Bouquet de fleurs

Ces significations évoluent au cours du temps et ne sont pas les mêmes selon les civilisations, les groupes sociaux et les individus. Elles relèvent de codifications culturelles variées et parfois polysémiques, donc potentiellement ambigües.

## Culture
- Mademoiselle Rose ou le Langage des fleurs, pièce de théâtre de Federico García Lorca, avec l'actrice Margarita Xirgu (1935)[1].

## Galerie d'ouvrages
- Introduction a la conoissance des plantes..., les propriétés d'après la pratique des plus sçavans médecins par Dr Hugues Gauthier, 1760
- La voix des fleurs : comprenant l'origine des emblèmes donnés aux plantes... par Clarisse Juranville, 1800
- Le Langage des fleurs par Charlotte de La Tour, 1800
- Abécédaire de flore ou Langage des fleurs par B. Delachénaye, 1811
- Langage de flore, ou, Nouvelle manière de communiquer ses pensées, sans se voir, sans se parler, sans s'écrire par Dr Jean-Pierre Troncin, 1821
- Langage des fleurs, ou, Histoires morales par H. Duru, 1830
- Les Fleurs emblématiques... contenant le langage allégorique des fleurs... par L. Leneveux, 1832
- Le Langage des fleurs par Louis-Aimé Martin, 1832
- Flore des dames, ou, Nouveau langage des fleurs par Hippolyte Hostein, 1840
- Flore des dames : nouveau langage des fleurs par Albert Jacquemart, 1841
- Les Fleurs animées par Taxile Delord, Alphonse Karr et Granville, 1847
- Les Fleurs naturelles... suivi du langage des fleurs par Jules Lachaume, 1847
- Nouveau langage des fleurs... par Pierre Zaccone, 1853
- Traité du langage symbolique, emblématique et religieux des fleurs par l'abbé Casimir Magnat, 1855
- Le Langage des fleurs par Ch. de La Tour, 1856
- Atlas manuel de botanique... caractères, usages, origines, distribution géographique par J. Deniker et Julio Mario Santo Domingo, 1886
- Flore populaire, ou, Histoire naturelle des plantes dans leurs rapports avec la linguistique et le folklore... par E. Rolland et H. Gaidoz, 1896